# Claudemir Domingues de Souza
Claudemir Domingues de Souza (Macaúbas, 27 marzo 1988) è un calciatore brasiliano, centrocampista del São-Carlense.

## Palmarès

### Club

#### Competizioni nazionali
- Campionato danese: 2

Copenaghen: 2010-2011, 2012-2013
- Coppa di Danimarca: 1

Copenaghen: 2011-2012
- Coppa del Belgio: 1

Club Bruges: 2014-2015
- Campionato belga: 1

Club Bruges: 2015-2016
- Supercoppa del Belgio: 1

Gent: 2016